# 死相学探偵シリーズ
『死相学探偵シリーズ』（しそうがくたんていシリーズ）は、三津田信三による日本の推理小説のシリーズ。『十三の呪』をはじめとする、探偵の弦矢俊一郎を主人公としたホラーミステリシリーズ。
カバーイラストは、 イラストレーターの田倉トヲルが担当している（当初は、きたがわ翔が担当していた）。シリーズ累計発行部数20万部を突破している。書店員の原田みわは、フリーペーパー『晴読雨読』の中で「三津田作品の中では珍しく恐怖シーンもかなりライトで、後味もさっぱりしている」と評価している。
三津田信三による小説のシリーズには他に、『刀城言耶シリーズ』がある。

## 登場人物
弦矢俊一郎（つるや しゅんいちろう）
探偵。他人に現れた死相が視えるという特殊な能力をもち、それを活かして探偵業を営んでいる。東京都の神保町にある雑居ビル〈産土ビル〉に〈弦矢俊一郎探偵事務所〉を構えている。喫茶店〈エリカ〉を贔屓にしている。
弦矢駿作（つるや しゅんさく）
俊一郎の祖父。怪奇幻想作家。奈良県杏羅市杏羅町に住む。
弦矢愛（つるや あい）
俊一郎の祖母。拝み屋。愛染様と呼ばれている。
僕
鯖虎猫。駿作は〈俊太〉と名付ける。俊一郎は〈僕にゃん〉と呼んでいる。笹かまぼこが大好物。
メタル
〈弦矢俊一郎探偵事務所〉の近所に住む年配の女性の飼い猫。俊一郎は、〈ぶくぶく猫〉と呼んでいる。
曲矢（まがりや）
刑事。
曲矢亜弓（まがりや あゆみ）
曲矢の妹。
唯木（ゆいき）
曲矢の部下。女性。
城崎（しろさき）
唯木と同じ部署にいる警察官。
新恒（にいがき）
警部。黒術師を捜査する専門の部署〈黒捜課〉の責任者。
黒術師
呪術を使って人に死をもたらすとされる人物。
閇美山犹國（へみやま なおくに）
郷土史家。専門は大蛇迂（おおだう）地方の民俗。

## シリーズ作品

### 長編
十三の呪 死相学探偵1
- 2008年6月25日 角川ホラー文庫 ISBN 978-4-04-390201-9

四隅の魔 死相学探偵2
- 2009年3月25日 角川ホラー文庫 ISBN 978-4-04-390202-6

六蠱の躯 死相学探偵3
- 2010年3月25日 角川ホラー文庫 ISBN 978-4-04-390203-3

五骨の刃 死相学探偵4
- 2014年3月25日 角川ホラー文庫 ISBN 978-4-04-101285-7

十二の贄 死相学探偵5
- 2015年11月25日 角川ホラー文庫 ISBN 978-4-04-103631-0

八獄の界 死相学探偵6
- 2016年11月25日 角川ホラー文庫 ISBN 978-4-04-104908-2

九孔の罠 死相学探偵7
- 2019年12月25日 角川ホラー文庫 ISBN 978-4-04-108816-6

死相学探偵最後の事件
- 2021年1月22日 角川ホラー文庫 ISBN 978-4-04-110839-0

### 短編
死を以て貴しと為す
- 『赫眼』（光文社文庫）収録

## 他作品とのリンク
三津田信三の他の作品とのリンクが見られる。
- 『十三の呪』で言及があるナガボウズという化け物は、『厭魅の如き憑くもの』でも登場する。
- 『五骨の刃』で言及がある蒼龍郷の神々櫛村の谺呀治家は、『厭魅の如き憑くもの』でも登場する。
- 『五骨の刃』で言及がある摩館市や垂麻家は、『七人の鬼ごっこ』でも登場する。
- 『五骨の刃』『八獄の界』に登場する喫茶店〈エリカ〉は、『どこの家にも怖いものはいる』でも登場する。
- 『十二の贄』で言及がある佐古荘介は、『幽女の如き怨むもの』でも登場する。

## 漫画
本作のコミカライズが『ヤングマガジンサード』（講談社）にて、2021年Vol.2よりVol.5まで連載。同誌が『月刊ヤングマガジン』（同）と合併した後は2021年6号から11号まで連載。『月刊ヤングマガジン』が『ヤンマガWeb』（同）と合流した後は、『ヤンマガWeb』にて2021年12月から2022年5月まで連載された。漫画は西塚emが担当。
- 三津田信三「死相学探偵シリーズ」（原作）・西塚em（漫画）『死相学探偵』講談社〈ヤンマガKCスペシャル〉、全3巻
  1. 2021年8月19日発売[11][6]、ISBN 978-4-06-524359-6
  2. 2021年12月20日発売[8]、ISBN 978-4-06-526179-8
  3. 2022年6月20日発売[12]、ISBN 978-4-06-528137-6